# Marguerite Snow
Marguerite Snow (ur. 9 września 1889, zm. 17 lutego 1958) – amerykańska aktorka teatralna i filmowa. Grała w epoce kina niemego.

## Filmografia wybrana[1]
- Baseball and Bloomers (1911)
- The Railroad Builder (1911)
- The Buddhist Priestess (1911)
- Dr. Jekyll and Mr. Hyde (1912)
- A Six Cylinder Elopement (1912)
- The Woman in White (1912)
- Put Yourself in His Place (1912)
- The Little Girl Next Door (1912)
- For Her Boy's Sake (1913)
- The Caged Bird (1913)
- The Million Dollar Mystery (1914)
- The Patriot and the Spy (1915)
- His Guardian Auto (1915)
- A Corner in Cotton (1916)
- The Woman in Room 13 (1920)